# Vittoria Farnese

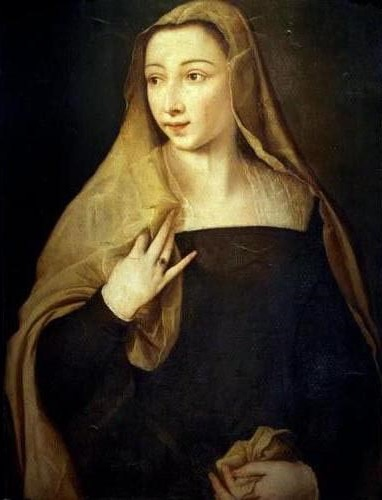
Vittoria Farnese, Herzogin von Urbino

Vittoria Farnese (* 1521 in Rom; † 13. September 1602 in Pesaro), auch Vittoria Farnese della Rovere, war eine Prinzessin von Parma und Piacenza sowie Enkelin von Papst Paul III. Sie wurde durch ihre Ehe mit Guidobaldo II. della Rovere Herzogin von Urbino, Gräfin von Montefeltro etc. und Mutter des letzten Herzogs von Urbino aus dem Hause della Rovere, Francesco Maria II. della Rovere.

## Herkunft
Vittoria entstammte der italienischen Uradelsfamilie der Farnese, die mit Pietro Signore di Farnese e Latera, beide in der heutigen Provinz Viterbo in der Region Latium, schon Ende des 11. Jahrhunderts urkundlich auftritt und in der Folge umfangreichen Landbesitz erwarb. Durch Alessandro Farnese, der als Papst Paul III. von 1534 bis 1549 regierte, betrat die Familie die Bühne der Weltpolitik (Reform der Kirche durch das Konzil von Trient, Gegenreformation nach dem Auftreten des Reformators Martin Luther, Bestätigung des Jesuitenordens, Streit mit König Heinrich VIII. wegen der Scheidung von Katharina von Aragon, Abspaltung der Anglikanischen Kirche etc.) Durch dessen Nachkommen, die Herzöge von Parma und Piacenza, blieb das Haus Farnese bis zu Beginn des 18. Jahrhunderts ein wesentlicher Faktor der italienischen Politik.
Vittorias Vater war Pier Luigi II. Farnese (1503–1547), der 1537 Gonfaloniere der Katholischen Kirche, das heißt Oberbefehlshaber der Streitkräfte des Kirchenstaates, und Herzog von Castro, Herr von Nepi und Ronciglione, 1538 Markgraf von Novara (im Piemont) und 1545 der erste Herzog von Parma und Piacenza wurde. Diesen fulminanten Aufstieg verdankte er primär der Tatsache, dass er der außereheliche Sohn des Kardinals Alessandro Farnese, des späteren Papstes Paul III., war.
Vittorias Mutter war Gerolama Orsini (ca. 1503–1569) aus der bekannten römischen Adelsfamilie der Orsini. Sie war eine Tochter des Ludovico Orsini, Graf von Pitigliano und der Giulia Conti aus dem Haus der Grafen von Segni, aus dem unter anderem Papst Innozenz III. (Lotario dei Conti di Segni) stammte.

## Leben

### Kindheit

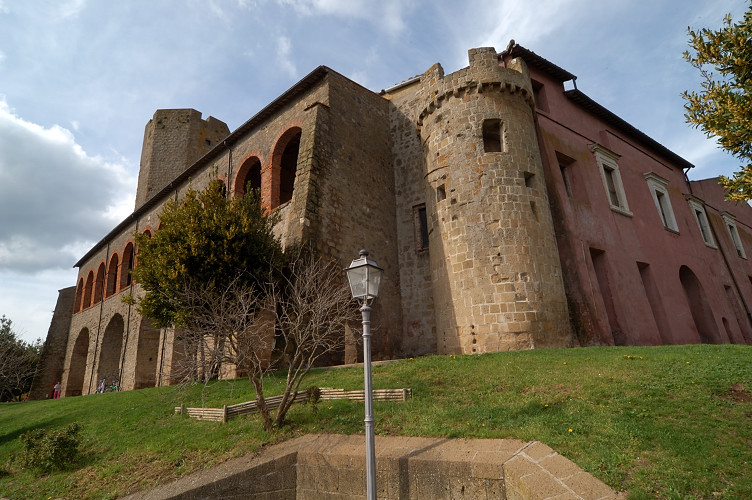
Die Rocca Farnese in Valentano, Ansicht vom Garten

Vittoria wurde nach einigen Autoren 1521 in Rom, nach Emilio Nasalli Rocca jedoch in den Stammländern der Farnese, wohl im Kastell von Valentano in der Provinz Viterbo geboren, das sich seit 1328 im Besitz der Farnese befand. Sie war die einzige Tochter ihrer Eltern.
Ihr Vater Pier Luigi war damals gerade erst neunzehn Jahre alt und stand zu Beginn seiner militärischen Laufbahn im Dienst der Republik Venedig. Zur gleichen Zeit versuchte ihr Großvater, Alessandro Farnese, seit 1493 Kardinal, nach dem Tod von Papst Leo X. (Giovanni de’ Medici) – den er selbst als Dekan der Kardinaldiakone  zum Papst gekrönt hatte – vergeblich als dessen Nachfolger zum Papst gewählt zu werden.
Vittoria wuchs in den Schlössern der Farnese – Rocca di Valentano, Gradoli (erbaut von Antonio da Sangallo) und in dem von ihrem Großvater ab 1514 erbauten Palazzo Farnese in Rom auf. Durch ihre Mutter, Gerolama Orsini, erhielt sie eine umfassende Erziehung, die der Zeit entsprechend auf humanistischen Vorbildern beruhte. Ihr Vater Pier Luigi Farnese bot ihr im Gegensatz dazu ein ganz anderes Vorbild, da er sich in seinem Verhalten am Werk von Niccolò Machiavelli  „Il Principe“ oder an Cesare Borgia orientierte, als an der kultivierten Idylle am Hof der Herzöge von Urbino, wie sie Baldassare Castiglione in seinem Werk „Il Libro del Cortegiano“ beschreibt. Er wurde zum Inbegriff des verwegenen, manchmal heroischen, aber auch wilden, gewalttätigen und amoralischen Condottieres, der skrupellos seine Ziele verfolgt.
Als Kind konnte Vittoria 1527 am Beispiel des Sacco di Roma, das heißt der Plünderung Roms durch deutsche Landsknechte und spanische Söldner des Kaisers Karl V., die Spaltung italienischer Familien durch die Politik miterleben. Dies, da ihr Vater als einer der Kommandanten der kaiserlichen Armee als Angreifer mit seinen Soldaten den Ponte Sisto erstürmte und den Palazzo Farnese zu seinem Hauptquartier machte, um dessen Plünderung zu verhindern. Gleichzeitig war jedoch ihr Onkel, Ranuccio Farnese (1509–1529), Bischof von Corneto und Montefiascone dabei, den in die Engelsburg geflüchteten Papst Clemens VII. mit einer Handvoll Soldaten der Schweizergarde gegen die Angreifer zu verteidigen.

### Wahl ihres Großvaters zum Papst

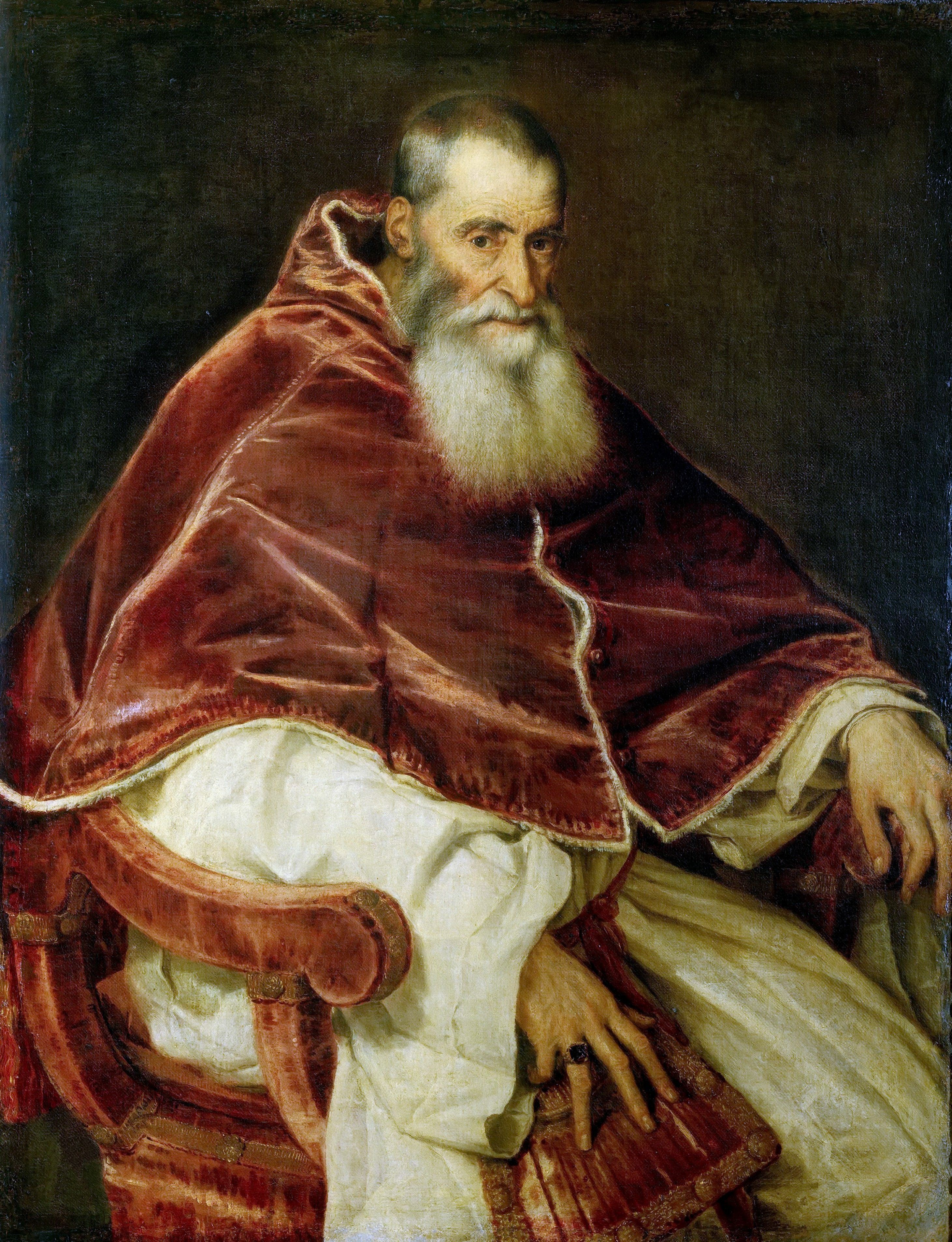
Papst Paul III., Gemälde von Tizian

Wappen von Papst Paul III.

Ein wesentlicher Einschnitt im Leben ihrer Familie war die Wahl ihres Großvaters Kardinal Alessandro Farnese am 13. Oktober 1534 zum Papst Paul III. Dieses Ereignis wurde in der elterlichen Burg, der Rocca di Valentano, mit großen Festlichkeiten begangen. Die positiven Folgen dieser Wahl für die Familie ließen nicht lange auf sich warten.
Als eine der ersten Handlungen erhob Vittorias Großvater ihren ältesten Bruder, Alessandro Farnese im jugendlichen Alter von 14 Jahren zum Kardinal (später Vizekanzler der Katholischen Kirche) und ebenso ihren sechzehnjährigen Vetter, Guido Ascanio Sforza (1518–1564), den später „Gran Cardinale“ genannten Lateinischen (Titular-)Patriarchen von Alexandria. Dieser war ein Sohn ihrer Tante Costanza Farnese mit Bosio II. Sforza, 4. Graf von Santa Fiora. 1544 wurde ihr damals erst vierzehnjähriger Bruder Ranuccio Farnese zum Erzbischof von Neapel und 1545, mit 15 Jahren, zum Kardinal ernannt. Er wurde später Kardinalbischof von Sabina.

Ranuccio Farnese, 12 Jahre alt, als Maltesischer Ordensritter (Gemälde von Tizian, 1542, National Gallery of Art, Washington, D.C.)

Auch Kaiser Karl V. – an engen Beziehungen zum Heiligen Stuhl interessiert – zeigte sich erkenntlich. Er übertrug Pier Luigi Farnese, dem Sohn des neuen Papstes, der sich seit Jahren in kaiserlichen Militärdiensten befand, die Stadt Novara, die zu einer Markgrafschaft erhoben wurde, während er Vittorias Bruder, dem jungen Kardinal Alessandro Farnese, das reiche Erzbistum Monreale in Sizilien verschaffte.
Pier Luigi beeilte sich, Novara ohne die Formalitäten abzuwarten, mit Gewalt in Besitz zu nehmen. Trotz der dadurch verursachten Verärgerung seines Vaters ernannte ihn dieser im Konsistorium vom 31. Jänner 1537 zum Gonfaloniere der Katholischen Kirche und damit zum Oberkommandierenden der Armee des Kirchenstaates.
Im Besitz der neuen Machtvollkommenheit führte er Krieg gegen das aufständische Perugia, zerschlug den „Staat“ der Colonna im Süden Roms, ließ sich jedoch, wie der Florentiner Historiker Benedetto Varchi (* 1503; † 1565) schreibt, zu Exzessen und auch zu sexueller Gewalt gegen Frauen und Männer hinreißen. So soll er den jungen Bischof von Fano unter Bedrohung mit einem Dolch Gewalt angetan haben.
Papst Paul III. strebte danach, seine Familie in den Rang der weltlichen Fürsten zu erheben, legte daher die ererbten und inzwischen erweiterten Besitzungen des Hauses Farnese zusammen und schuf mit der Bulle „Videlicet immeriti“ vom 31. Oktober 1537 das Herzogtum Castro in Latium, das vom Tyrrhenischen Meer über den Bolsenasee hinaus bis zu den Flüssen Marta und Foira sowie bis zum Mezzanosee reichte und auch das Herzogtum Latera und die Grafschaft Ronciglione umfasste. Dieses Herzogtum übertrug er noch im gleichen Jahr an seinen Sohn Pier Luigi.
Dadurch verlagerte sich auch der Lebensmittelpunkt von Vittoria für einige Jahre in das neu geschaffene Herzogtum. Während ihres Aufenthaltes wurde dessen Hauptstadt, Castro in Latium – zuvor ein kleines Städtchen – im Auftrag ihres Vaters vom berühmten Architekten Antonio da Sangallo dem Jüngeren (* 1483; † 1546) zu einer Residenzstadt ausgebaut, wobei u. a. die Burg, der Herzogspalast und eine eigene Münzstätte errichtet wurden.

### Heiratspolitik
Die bewährte Methode, durch strategische Eheverbindungen Macht und höhere soziale Stellung zu gewinnen wurde naturgemäß auch von der Familie Farnese mit besonderer Intensität betrieben, sodass Vittoria in Schwägerschaft zu den ersten Herrscherhäusern Europas kam.
So wurde Vittorias erst vierzehnjähriger Bruder Ottavio Farnese am 4. November 1538 mit Margarete von Österreich, der sechzehnjährigen Witwe des Alessandro de’ Medici, Herzog von Florenz, verheiratet. Dadurch kam das Haus Farnese mit dem regierenden Kaiser in Verwandtschaft, denn Margarete war eine außereheliche Tochter Kaiser Karls V. mit Johanna van der Gheynst, einer flämischen Zofe. Ihr Bruder Orazio Farnese, seit 1447 zweiter Herzog von Castro, 1547–1551 Präfekt von Rom, heiratete am 14. Februar 1553 zwanzigjährig in Paris Diane de France, die von Diana von Poitiers erzogene, außereheliche Tochter König Heinrichs II. von Frankreich.
Seit der Wahl ihres Großvaters zum Papst intensivierten sich die Bemühungen der Familie, für Vittoria einen möglichst hochrangigen Ehemann zu finden. Wie Emilio Nasalli Rocca ausführt, zog eine nicht enden wollende Reihe von Heiratskandidaten an ihr vorüber. Um ihre Hand ersuchten unter anderem: Alessandro de’ Medici, Herzog in Florenz, ein Herzog von Vendome und der Herzog von Lothringen, Claude de Lorraine, duc d’Aumale. Sehr nachdrücklich war die Bewerbung von Charles de Valois-Angoulême, duc d’Orléans, der ein jüngerer Sohn des französischen Königs Franz I. war. Dieses Angebot kam jedoch nicht zum Tragen, da es mit inakzeptablen Bedingungen verknüpft war: Übertragung der Herzogtümer Parma und Piacenza als Mitgift an den Bräutigam. Dies war nicht nur politisch wegen des sicheren Einspruches des Kaisers, sondern auch praktisch nicht möglich, da diese Herzogtümer ja die Grundlage der Herrschaft ihres eigenen Hauses waren.
Auch spanische und italienische Kandidaten traten auf, so ein Pimentel, Duque de Benavente, Alfonso d´Avalos, Marchese di Pescara, der Marchese del Vasto aus demselben Haus, Fabrizio und Vespasiano Colonna, Giacomo Appiani di Piombino und Vespasiano Gonzaga Fürst von Sabbioneta. Unter den größten waren Karl III. Herzog von Savoyen, dessen Sohn Emanuel Philibert von Savoyen und Sigismund II. August, König von Polen, aus dem Haus der Jagiellonen.

### Herzogin von Urbino

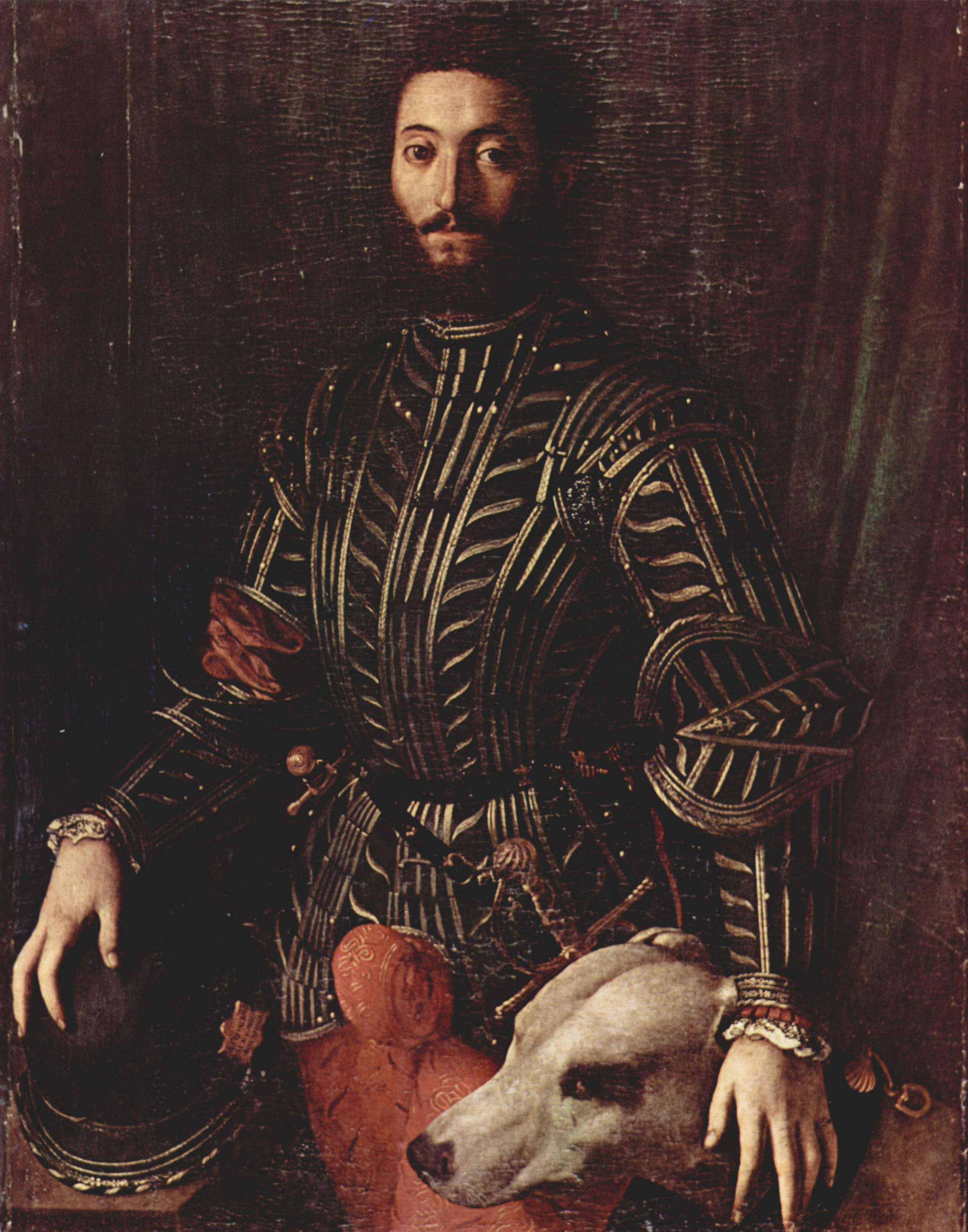
Guidobaldo II della Rovere, Porträt von Angelo Bronzino

Vittoria war es jedoch nicht bestimmt, Königin von Polen zu werden. Durch die Anbahnung, Prüfung und Verwerfung der zahlreichen Eheprojekte waren viele Jahre vergangen, sodass sie, nachdem alle anderen Alternativen nicht zustande gekommen waren, für die damalige Zeit sehr spät, mit sechsundzwanzig Jahren, heiratete. Die Wahl fiel schließlich auf einen angesehenen italienischen Fürsten, Kunstfreund und berühmten Condottiere, Guidobaldo II. della Rovere, den fünften Herzog von Urbino. Die Hochzeit fand am 26. Januar 1548 in Rom statt und blieb insofern im Rahmen der Erwartungen, da auch die Familie ihres Mannes ihren Aufstieg der Protektion päpstlicher Verwandter verdankte: Guidobaldos Großonkel, Papst Julius II., und dessen Urgroßonkel, Papst Sixtus IV. Als Morgengabe übertrug Guidobaldo seiner Frau die Burg Gradara, die sie bis an ihr Lebensende verwaltete. Dieses Geschenk war nicht ohne Symbolik, da die Festung angeblich der Ort war, wo die von Dante in der Göttlichen Komödie beschriebene berühmte Tragödie der ehebrecherischen Liebe zwischen Paolo Malatesta und der Francesca da Rimini (Francesca da Polenta) (1255–1285), der Frau seines Bruders Gianciotto Malatesta, stattfand.

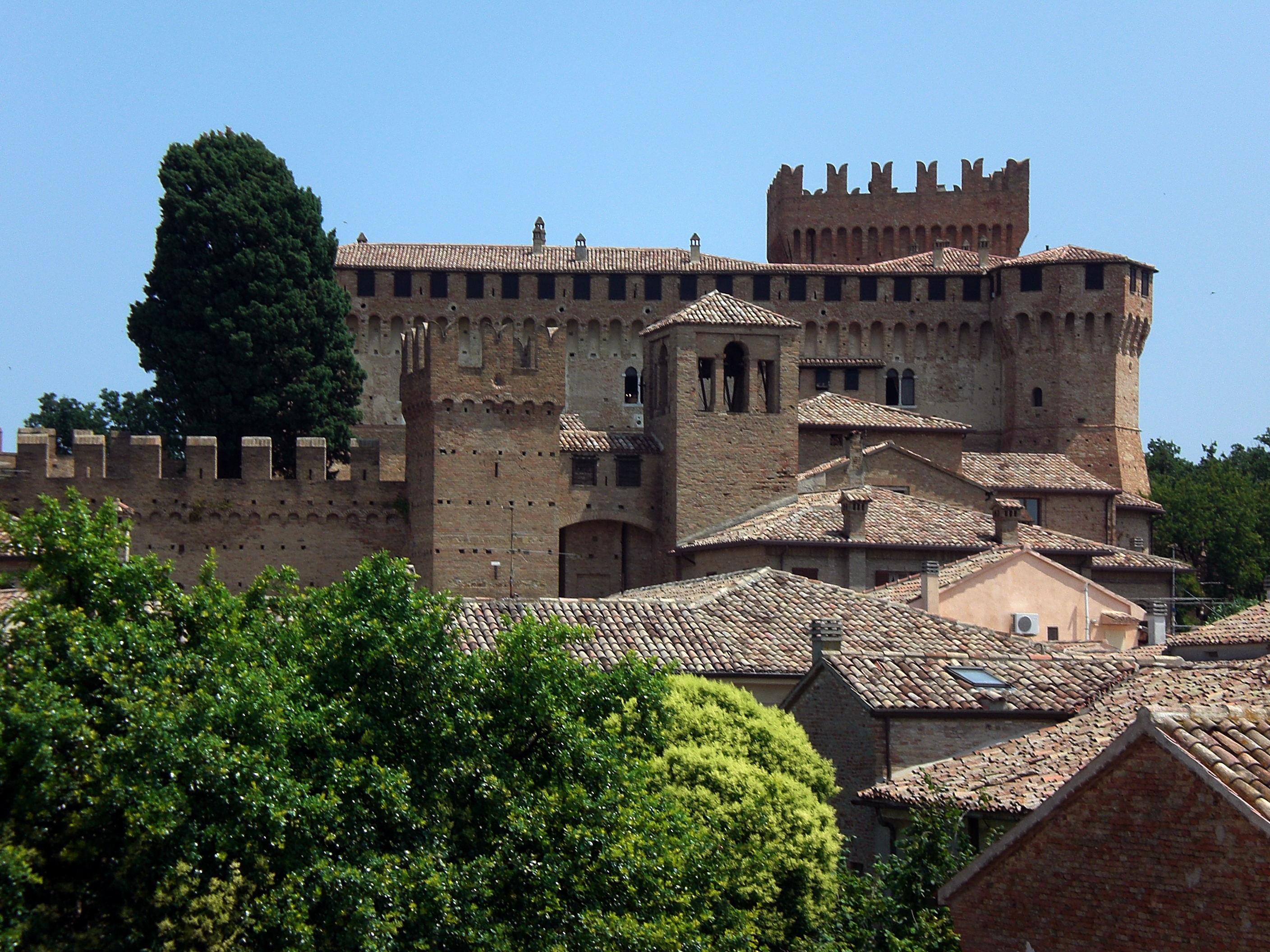
Die Burg von Gradara

Aber bereits wenige Monate später schien der rasante Aufstieg der Farnese in großer Gefahr. Vittorias Vater wurde, wohl mit Wissen seines politischen Gegners Ferrante I. Gonzaga, dem Vizekönig von Mailand und Vertreter von Kaiser Karl V. in Italien, im Palazzo Farnese in Piacenza am 10. September 1547 von Verschwörern unter der Leitung von Giovanni Anguissola ermordet und sein Körper in den Burggraben geworfen. Dies wegen seiner harschen Regierungsmethoden und wegen der Gewalt, mit der er seine Forderungen durchsetzte. Für den Reformator Johannes Calvin war er ein „grausiges Monster“, für die Verschwörer ein blutrünstiger Tyrann, für Uberto Folieta hingegen ein Freund und Beschützer des Volkes gegen die Tyrannei der Großen.
Dieser Schicksalsschlag wurde noch dadurch verschärft, dass der Verbleib des Herzogtums in der Hand der Farnese und damit der Status der Familie plötzlich völlig ungewiss erschien, da Kaiser Karl V. das Herzogtum als Teil seines Herrschaftsbereiches ansah und Piacenza mit seinen Truppen besetzte. Papst Paul III. sah es hingegen als Teil des Kirchenstaates an, erklärte daher im Konsistorium, der Vollversammlung der Kardinäle, dass Ottavio Farnese, ein jüngerer Bruder Vittorias, durch die von ihm selbst erteilte Investitur als Lehnsmann der Kirche, Herzog von Parma sei. Zugleich ernannte er ihn zum Gonfaloniere der Kirche und entsandte Camillo Orsini als Legaten nach Parma, um die Stadt für den Heiligen Stuhl in Besitz zu nehmen.
Ottavio meinte, den Streit zwischen Kaiser Karl V. und Papst Paul III. dadurch unterlaufen zu können, indem er sich auf eigene Faust und mit Gewalt in den Besitz von Parma setzte. Der Versuch scheiterte jedoch, was ihn zu Verhandlungen mit dem Vertreter des Kaisers, Ferrante I. Gonzaga, zwang. Erst Jahre später gelang es ihm, sich in den Besitz des Herzogtums zu bringen.
Der nächste Schlag für Vittoria folgte knapp zwei Jahre später durch den Tod von Papst Paul III., dem die Familie ihren Aufstieg verdankte, am 10. November 1549. Sein Tod, so sagte man, sei durch die Sorge um den drohenden Verlust des Herzogtums Parma beschleunigt worden. Erst eine Entscheidung des mit der Familie befreundeten neuen Papstes, Julius III., sicherte 1551 den Verbleib des Herzogtums Parma beim Haus Farnese, sodass Vittorias Bruder seinen feierlichen Einzug als zweiter Herzog von Parma halten und bald darauf auch Piacenza besetzen konnte.
Vittoria selbst verfolgte diese Entwicklungen aus Urbino, der Stadt, die ihr Gemahl Guidubaldo II. della Rovere im Unterschied zu seinem Vater als Hauptstadt des Herzogtums gegenüber Pesaro bevorzugte. Trotzdem finden sich im Hof des Palazzo Ducale in Pesaro noch die Initialen von Herzog Guidobaldo II.

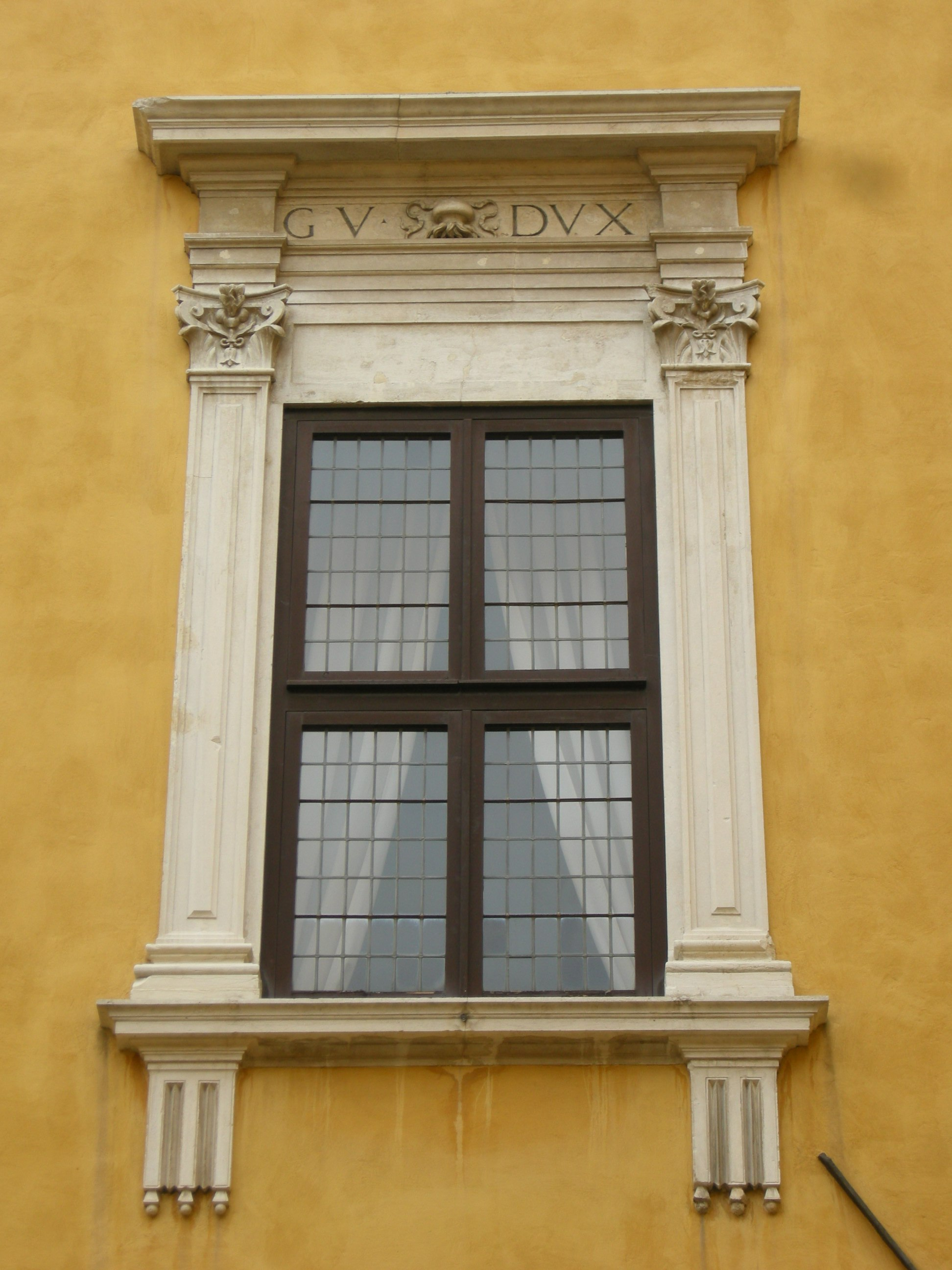
Fenster im Hof des Palazzo Ducale in Pesaro mit den Initialen von Guidobaldo II. della Rovere

An Vittorias Hof im Palazzo Ducale in Urbino war immer noch ein Nachhall der kulturellen Hochblüte und des Mäzenatentums zu verspüren, die unter den Vorgängern ihres Mannes, Federico da Montefeltro, Guidobaldo da Montefeltro und Francesco Maria I. della Rovere geherrscht hatten. Vittoria setzte in Urbino auf ihre Weise die Rolle ihrer Vorgängerinnen, Elisabetta Gonzaga, der Gemahlin von Federico da Montefeltro, und ihrer Schwiegermutter, Eleonora Gonzaga della Rovere, als Mäzenin fort. Zu den geförderten Künstlern zählte unter anderem Tizian, einer der Hauptmeister der italienischen Hochrenaissance, der dort bereits die Porträts ihrer Schwiegereltern gemalt und die berühmte Venus von Urbino geschaffen hatte. Battista Franco (1498–1561), Venezianer und Vertreter des römischen Manierismus, wirkte nach dem Einzug Vittorias in Urbino an der Adaptierung der Wohnräume im Palazzo Ducale mit, schuf die Fresken der Palastkapelle und entwarf das kunstvolle herzogliche Tafelgeschirr in Terracotta, wobei er auch die Brüder Vittorias und selbst Kaiser Karl V. mit einem kompletten Service versorgte. Girolamo Genga wurde als Maler, Architekt, und Bildhauer bei der Neuadaptierung des Palazzo Ducale eingesetzt und gefördert.
Diese Adaptierung war notwendig, da Vittorias Schwiegervater Herzog Francesco Maria I. Pesaro als herzogliche Residenz bevorzugt und ausgebaut hatte, während der Palazzo Ducale in Urbino vernachlässigt wurde. Ihr Ehemann Guidubaldo ließ daher, wohl unter Mitwirkung Vittorias, in Urbino den zweiten Stock fertig ausbauen, wobei mit der Entfernung der Schießscharten im oberen Teil des Gebäudes auch dessen mittelalterliches Gepräge verschwand. Vom Architekten Filippo Terzi und dem Bildhauer Federico Brandani wurden über den südseitigen Terrassen einige Säle erbaut und dekoriert.

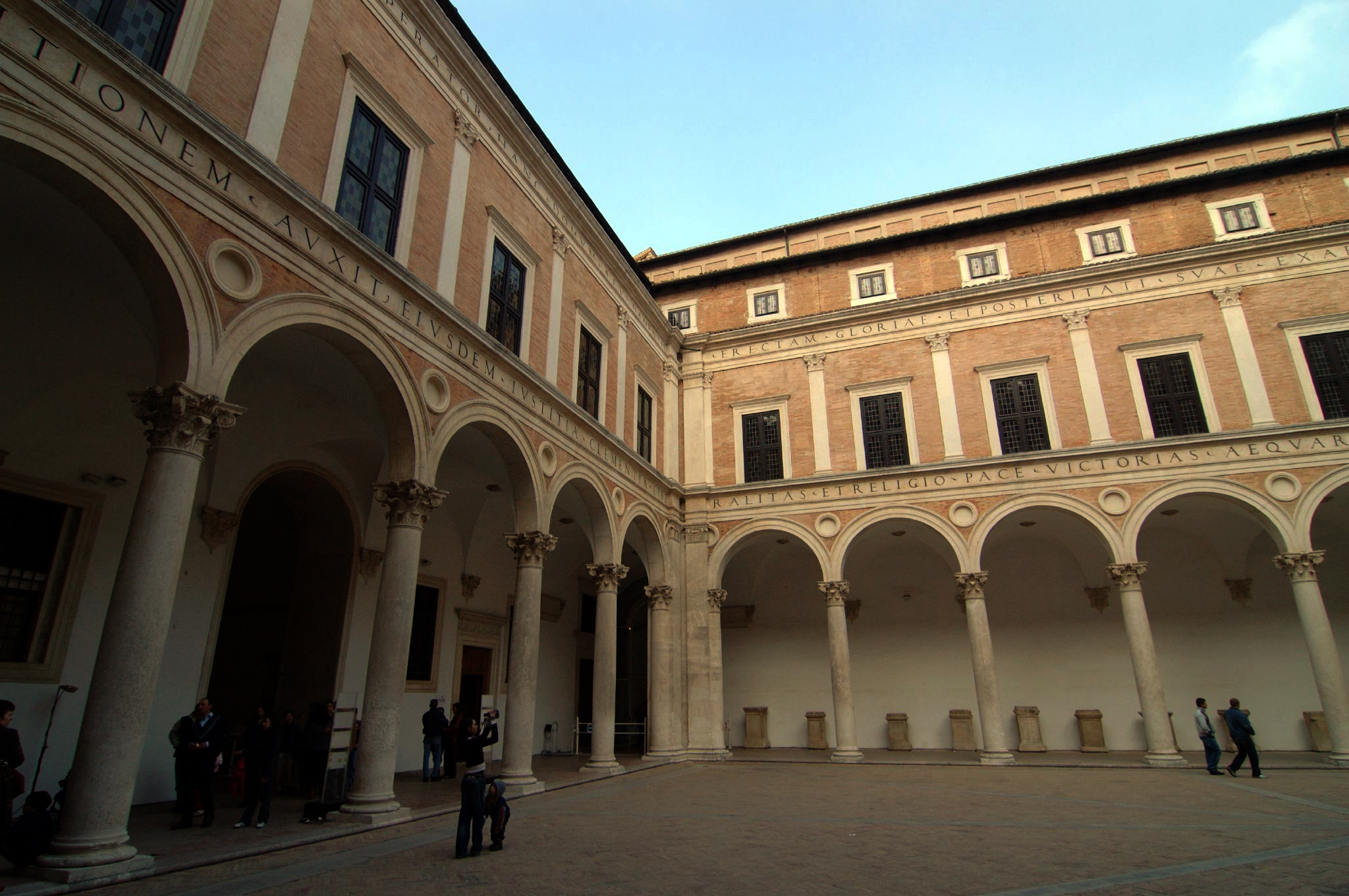
Palazzo Ducale in Urbino, der Innenhof

Terzi schuf auch, wohl nicht ohne Zutun Vittorias, in der Kleinstadt Barchi (Provinz Pesaro und Urbino) durch Befestigungen, Straßen, öffentliche und private Gebäude eine Art von Idealstadt im Sinne der Renaissance.
Auch die Musik besaß am Hofe Vittorias einen hohen Stellenwert. Wichtigster Vertreter war der flämische Musiker und Komponist Leonardo Meldert (1535–1594), ein Schüler des großen Orlando di Lasso, der nach einer Tätigkeit am Hof der Herzöge von Bayern nach Italien ging, im Herzogtum Urbino Förderung und Aufnahme fand und dort von 1571 bis 1574 die Musik bei Hof wie die Kirchenmusik gestaltete. Mit dem Tod Guidubaldos im Jahr 1574 verstummte auch die Musik im Palazzo Ducale, da Leonardo Meldert und mit ihm die gesamten Hofkapelle von Gudobaldos Sohn und Nachfolger, Francesco Maria II., aus Einsparungsgründen entlassen wurde.
Ihr Gemahl, Herzog Guidubaldo II., verstarb 1577 als einer der angesehensten Fürsten seiner Zeit, Vittoria überlebte ihn um viele Jahre. Ihr weiteres Leben spielte sich am Hof von Urbino in ruhigen Bahnen ab. Wie der noch vorhandenen Korrespondenz mit ihrem Ehemann zu entnehmen ist, besaß sie große menschliche Qualitäten, die sie nicht nur ihrem Ehemann gegenüber bewies, sondern auch ihren Schwägerinnen Diana von Frankreich und Margarete von Österreich, mit denen sie in herzlicher Freundschaft verbunden war. Vittoria vermied die exzessiven Kosten der traditionell monumentalen Aufwendungen zum Ruhm des Hauses Farnese und widmete sich stattdessen der Wohltätigkeit sowie der Förderung religiöser Einrichtungen und wurde daher von der Bevölkerung verehrt. Sie starb im hohen Alter am 13. September 1602 im Palazzo ducale in Pesaro und wurde dort an der Seite ihres Gemahls in der Kirche San Ubaldo begraben. Wenige Jahre nach ihrem Tod starb mit ihrem Sohn Francesco Maria II. die Familie della Rovere aus und verschwand damit aus der Geschichte. Ihre eigene Familie, die Farneses, konnte hingegen bis in das 18. Jahrhundert ihren europäischen Rang behaupten.

## Ehe und Nachkommen
Vittoria Farnese heiratete in Rom am 26. Januar 1548 als dessen zweite Ehefrau Guidobaldo II. della Rovere, fünfter Herzog von Urbino, Graf von Montefeltro und Graf von Massa Trabaria.
Kinder aus dieser Verbindung waren:
- Francesco Maria II. della Rovere (* 20. Februar 1549; † 23. April 1631), Herzog von Urbino, 6. Herzog von Sora und Arce

⚭ 1.) 19. Januar 1570 Lucrezia d´Este (* 16. Dezember 1535; † 12. Februar 1598), Principessa di Ferrara, Modena und Reggio, Tochter von Herzog Ercole II. d’Este und der Renée de France
⚭ 2.) 26. April 1599 Livia della Rovere (* 1583; † 1641), Tochter von Ippolito della Rovere, 1. Marchese di San Lorenzo in Campo
- Isabella della Rovere (* 1550; † 6. Juli 1619)

⚭ 1565 Niccoló Bernardino Sanseverino (* 1541; † 1606), 6. Principe di Bisignano, 2. Herzog von San Pietro in Galatina, 7. Herzog von San Marco
- Lavinia Feltria della Rovere (* 16. Januar 1558; † 7. Juni 1632), Principessa di Urbino

⚭ 5. Juni 1583 Alfonso Felice d’Avalos d´Aquino d´Aragona, 3. Principe di Francavilla, Marchese del Vasto e di Pescara, Conte di Monteodorisio